# Joaquim Passarinho
Joaquim Passarinho Pinto de Souza Porto (Belém, 2 de dezembro de 1961) é um arquiteto e político brasileiro, filiado ao Partido Liberal (PL). É deputado federal pelo Estado do Pará e vice-líder na Câmara dos Deputados pelo seu partido.
É sobrinho do ex-senador e ex-governador do Pará, Jarbas Passarinho.

## Biografia
Formado em arquitetura, começou cedo na vida política, elegendo-se vereador por Belém, capital do Pará, em 1988. Cumpriu quatro mandatos como vereador (1989 a 2002), inclusive sendo eleito presidente da Câmara. Depois foi eleito deputado estadual por dois mandatos, de 2003 a 2010. Também foi secretário estadual de Obras Públicas do Pará, de 2002 a 2003 e de 2011 a 2014.
Concorreu e foi eleito deputado federal, em 2014, pelo PSD, com mais de 76 mil votos.[carece de fontes?]
De agosto a novembro de 2016 presidiu a Comissão Especial das Medidas Contra a Corrupção. O Projeto de Lei pelo qual se criou a referida comissão reúne 20 propostas de mudanças legislativas, entre essas propõe penas mais rígidas para crime de corrupção e correlatos, além de dificultar a anulação de processos e facilitar a recuperação de recursos desviados. A proposição teve como base as 10 Medidas contra a corrupção, campanha idealizada pelo Ministério Público Federal que reuniu dois milhões de assinaturas.
Em abril de 2016, votou a favor do impeachment de Dilma Rousseff.
Em novembro de 2016, se posicionou contrário a anistia ao caixa 2. Durante as reuniões da Comissão Especial o parlamentar se já se posicionava a favor da criminalização do Caixa 2 nas campanhas eleitorais, e contra a anistia.
Votou a favor da PEC do Teto dos Gastos Públicos. Em abril de 2017 foi favorável à Reforma Trabalhista.  Em agosto de 2017 votou a favor do processo em que se pedia abertura de investigação do então presidente Michel Temer.

### Polêmica da Distribuição de Verba
Em uma matéria de outubro de 2023 sobre a distribuição de verbas pelos deputados, Passarinho foi entrevistado pela Folha de S.Paulo sobre o critério objetivo que utiliza para direcionar as emendas orçamentárias. Na entrevista, disse que o mais importante era atender a sua base eleitoral e que os 44 milhões de reais que poderia redistribuir em 2023 foram dados em estrita proporção com a votação que obteve na eleição de 2022: "Prefeitos me procuram às vezes, e eu saco o mapa [de votação] e vejo. Aí digo: 'Só tive 80 votos lá?' Na hora da eleição ele fechou com outro candidato [a deputado], agora quer emenda? Não dá."